# Trichosanthes lepiniana
Trichosanthes lepiniana är en gurkväxtart som först beskrevs av Charles Victor Naudin, och fick sitt nu gällande namn av Célestin Alfred Cogniaux. Trichosanthes lepiniana ingår i släktet Trichosanthes och familjen gurkväxter. Inga underarter finns listade i Catalogue of Life.